# كم يونغ سي
كيم يونغ-سي كيم (من مواليد 21 أبريل 1960): لاعب كرة قدم سابق من كوريا الجنوبية.
بدأ مسيرته الكروية مع نادي الشركة الكورية للطاقة الكهربائية للهواة. وبعد عام واحد التحق بجيش جمهورية كوريا للخدمة العسكرية. من عام 1982 إلى 1988.
لعب في دوري كوريا الجنوبية لكرة القدم مع فريق جيجو يونايتد كلاعب أساسي. ثم انتقل في عام 1989 إلى نادي سونغنام لكرة القدم. وكان ضمن تشكيلة المنتخب الكوري ضمن نهائيات كأس العالم لكرة القدم عام 1986.

## وصلات خارجية
- FIFA Player Statistics
- كم يونغ سي على موقع الاتحاد الدولي (مؤرشف)  (الإنجليزية)
- كم يونغ سي على موقع دوري كوريا الجنوبية (الإنجليزية)
- كم يونغ سي على موقع قاعدة بيانات كرة القدم.إي يو (الإنجليزية)
- كم يونغ سي على موقع ناشيونال فوتبول تيمز (الإنجليزية)
- كم يونغ سي على موقع أوليمبيديا (الإنجليزية)